# G Blood
『G Blood』（ジー ブラッド）は、作画：山口正人・原作：鍋島雅治による日本の漫画。『別冊漫画ゴラク』（日本文芸社）で2000年8月から2001年9月まで連載された。単行本は日本文芸社のニチブン・コミックス刊で、全4巻が発売されている。
2000年の横浜を舞台とし、大賀武志と新庄龍矢の2人の主人公を主軸とした抗争を描くヤクザ漫画である。

## あらすじ
大賀武志は青年弁護士。新庄龍矢はやり手の経済ヤクザ。大賀はヤクザとつながりのある少年を助けるために弁護士の仕事をしていたが、新庄の凄龍会にその少年と父親である玄海組八代目組長を殺される。大賀は報復を誓い、父親の跡を継いで第九代目組長となる。だが、新庄の罠にはまり、身内2人を死なせてしまった。復讐に燃える大賀は新庄の豪華客船を強襲し、新庄を取り逃がしたが大きな打撃を与えた。しかしこの強襲で大賀も重傷を負い、療養する。療養を終えた大賀は再び血で血を洗う闘いを再開し、大賀は若頭の権藤を、新庄も忠実な部下の堂馬を失ってしまう。そして、大賀と新庄、2人の最後の戦いを描くところで終了する。

## 登場人物
大賀 武志（おおが たけし）
玄海組九代目組長。弁護士として自分の担当する少年と父親を新庄に殺され、父親の跡を継いで九代目となり、横浜に居を構えて血みどろの抗争をする。新庄には「貴方はこちら側の人間」と言われた。
新庄 龍矢（しんじょう りゅうや）
表向きは企業の形態をとっているが、実際は横浜の裏社会を牛耳る凄龍会三代目会長。極道界でも最高の頭脳の持ち主といわれる切れ者で、自分の野心のためには冷酷非情な決断も厭わない。
堂馬 謙三（どうま けんぞう）
三代目凄龍会若衆頭。新庄に絶対の忠誠を尽くす武闘派で、最期まで新庄を護りながら果てた。新庄の信任も厚く、その死を見届けながら新庄は「俺を1人にするな」と弱気の言葉を吐いた。
鈴木（すずき）
玄海組組員。元はリストラされたコンピューター技師。
花村 玄武（はなむら げんぶ）
日本最大の組織である関西壬生組系のはぐれ組長で、通称は「親殺しの花玄」。
権藤 亀蔵（ごんどう かめぞう）
九代目玄海組若衆頭。先代から玄海組をまとめる古参で、大賀の父親代わり。新庄との抗争で死去。
真野 聖羅（まの せいら）
新庄の異母妹。新庄が堂馬とは別に唯一愛する存在で、オーストリアのウィーンから帰国する。抗争で重傷を負った兄の宿敵である大賀と療養先で出会い、邂逅する。
大賀 清正（おおが きよまさ）
玄海組八代目組長。大賀武志の父親。昔気質の侠客。新庄の淒龍会に殺される。